# Mihály Vörösmarty

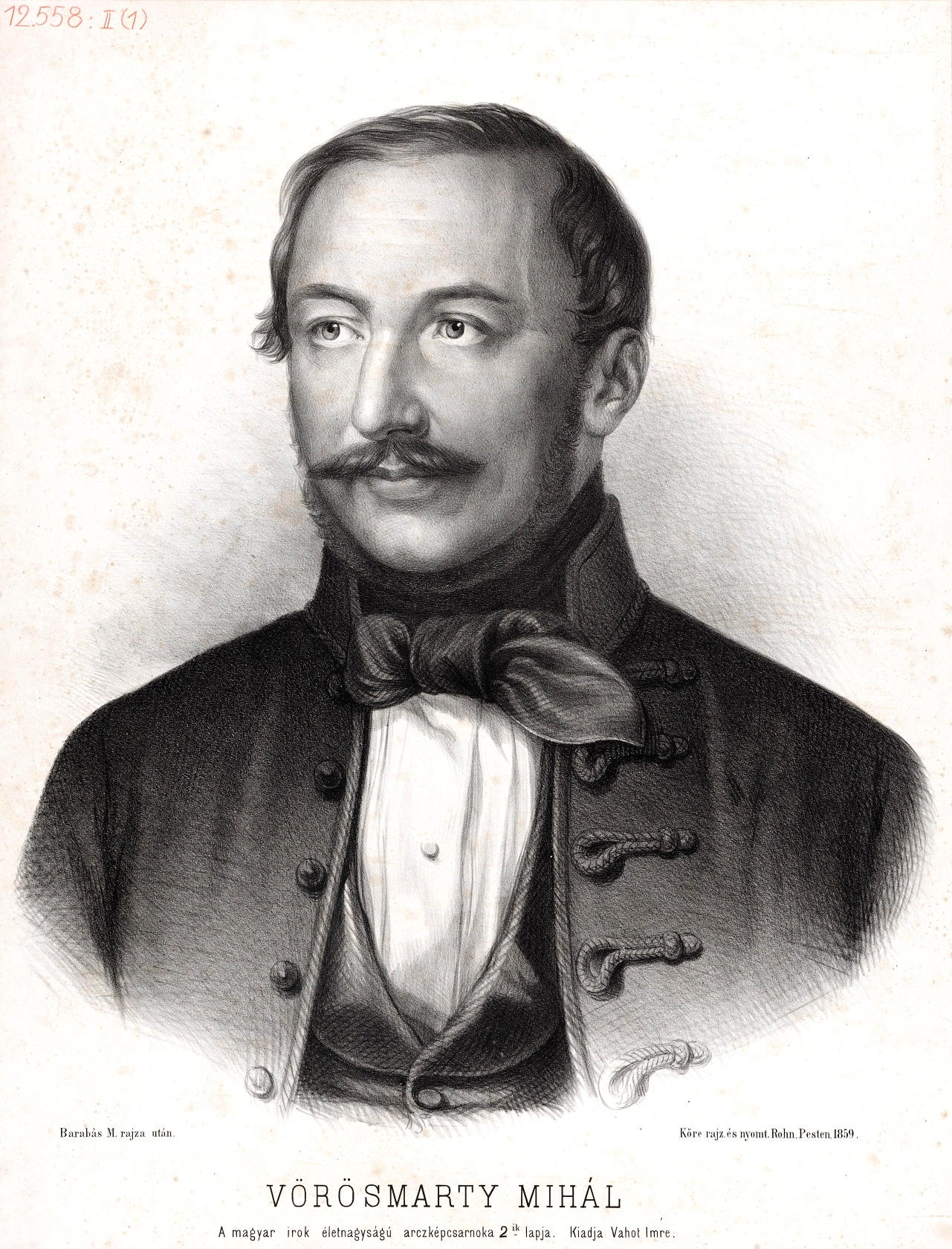
Mihály Vörösmarty

Mihály Vörösmarty [ˈmihaːj ˈvørøʃmɒrti] (* 1. Dezember 1800 in Pusztanyék; † 19. November 1855 in Pest) war ein ungarischer Dichter, Schriftsteller und Übersetzer.

## Leben

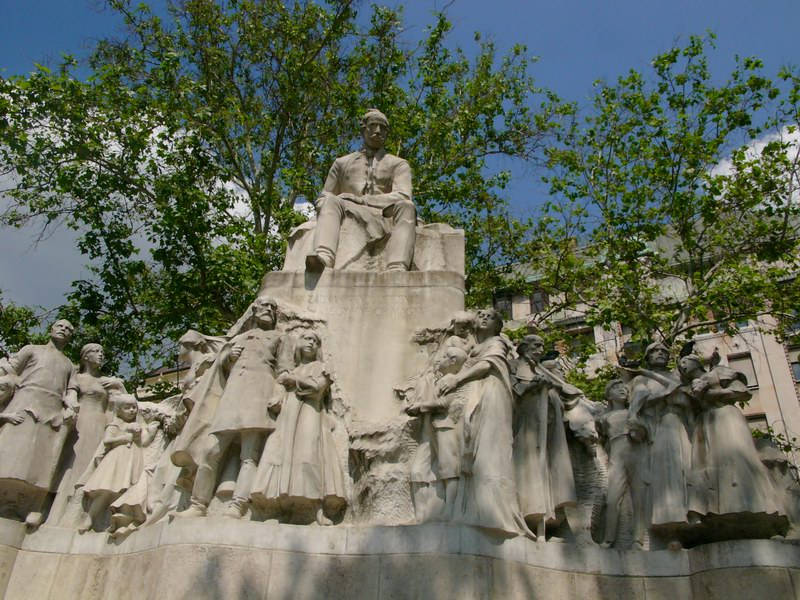
Denkmal am Vörösmarty tér in Budapest

Mihály Vörösmarty wurde in eine adlige katholische Familie geboren. Sein Vater war Verwalter bei den Nadasdys. Mihály wurde in Székesfehérvár bei den Zisterziensern und in Pest bei den Piaristen erzogen. Der Tod des Vaters 1817 stürzte die Witwe und die große Familie in extreme Armut. Als Tutor bei der Familie Perczel gelang es Vörösmarty, sich selbst zu finanzieren und seine akademische Ausbildung in Pest zu durchlaufen.
Die Aktivitäten des Landtages von 1825 entfachten seinen Patriotismus und gaben seiner poetischen Arbeit eine neue Richtung, obwohl er bereits ein Drama mit dem Titel Salomon begonnen hatte. Er begab sich in das öffentliche Leben, nachdem er eine nicht zu erfüllende Leidenschaft für Etelka Perczel entwickelte, die sozial weit über ihm stand. Diese unerwiderte Liebe brachte eine große Anzahl von Gedichten hervor. Seinen Patriotismus drückte er in dem Heldenepos Zalán futása (Zalans Flucht) (1824) aus, der „die siegreichen Schlachten der landnehmenden Magyaren gegen die im Karpatenbecken sesshaften Völker verherrlichte“. Dieses neue Epos markiert einen Übergang von der klassischen zur romantischen Schule.
Von da an zählte Vörösmarty wie Károly Kisfaludy zu den ungarischen Romantikern. Währenddessen lebte er in Armut, da er die Jurisprudenz aufgegeben hatte, um sich der Literatur zu widmen, aber seine Beiträge in Zeitungen und Kritiken schlecht bezahlt wurden.
Zwischen 1823 und 1831 schrieb er vier Dramen und acht kleinere Romane, teils historisch, teils phantastisch. Von diesen Romanen sah er Cserhalom (1825) als den besten an. In der modernen Kritik wird A két szomszédvár (Zwei benachbarte Burgen) (1831) bevorzugt – eine Geschichte von Hass und Rache.
Als die Ungarische Akademie am 17. November 1830 endgültig eingerichtet war, wurde er zum Mitglied der Philologischen Abteilung berufen und schließlich folgte er Károly Kisfaludy als Direktor mit einem Jahreseinkommen von 500 Forint.
Er wurde einer der Gründer der Kisfaludy-Gesellschaft und rief die Zeitschriften Athenäum und Figyelmező ins Leben – erstere, die wichtigste Zeitschrift für Belletristik, die zweite das Blatt mit den besten Kritiken.
Von 1830 bis 1843 widmete er sich hauptsächlich dem Drama Vérnász (Bluthochzeit) (1833), das den 200-Gulden-Preis der Akademie gewann. Er veröffentlichte einige Gedichtbände. Szózat (Aufruf, 1826), das ein Nationallied wurde, Az elhagyott anya (Die verlassene Mutter) (1837) und Az uri hölgyhöz (Für die adlige Dame) (1841) sind von seinem Patriotismus geprägt. Seine Heirat 1843 mit Laura Csajághy veranlasste ihn, einen neuen Zyklus erotischer Gedichte zu verfassen.
1848 nahm er zusammen mit János Arany und Sándor Petőfi eine Übersetzung von William Shakespeares Werken in Angriff. Er selbst war verantwortlich für Julius Cäsar und König Lear.
Er vertrat Jankovics im Landtag von 1848. 1849 wurde er einer der Richter am Obersten Gerichtshof. Die Niederlage der ungarischen Revolution von 1848/49 berührte ihn tief. Kurze Zeit war er im Exil, und als er 1850 nach Ungarn zurückkehrte, war er bereits ein alter Mann. Eine tiefe Melancholie machte ihm den Rest seines Lebens zu schaffen. 1854 schrieb er sein letztes großes Gedicht, A vén cigány (Der alte Zigeuner). Er starb in Pest in demselben Haus, in dem auch Károly Kisfaludy zwanzig Jahre zuvor gestorben war. Seine Beerdigung auf dem Kerepesi temető am 21. November 1855 war ein nationaler Trauertag. Für seine mittellosen Kinder wurde von Ferenc Deák, der ihr Vormund war, eine Sammlung veranstaltet.
Sein bekanntestes Gedicht ist der Szózat (dt. „Aufruf“). Gedenkfeiern zum ungarischen Nationalfeiertag am 15. März beginnen meistens mit der Nationalhymne und enden in der Regel mit einer Vertonung von Vörösmartys Gedicht Szózat.
Nach ihm ist ein Platz im Zentrum von Budapest benannt, der Vörösmarty tér im Stadtteil Pest, wo sich das Café Gerbeaud befindet, sowie der Asteroid (172593) Vörösmarty.